# Elecciones estatales extraordinarias de Chihuahua de 2002
Las elecciones estatales extraordinarias de Chihuahua de 2002 se llevaron a cabo el domingo 12 de mayo de 2002, y en ellas fue renovado el siguiente cargo de elección popular en el Municipio de Juárez:
- Ayuntamiento de Juárez. Compuesto por un presidente municipal y 18 regidores, diez elegidos por el principio de mayoría relativa y ocho por el principio de representación proporcional, para un periodo de dos años y dos meses no reelegibles para el periodo inmediato. La planilla ganadora fue la postulada por el Partido Acción Nacional y liderada por Jesús Alfredo Delgado.

## Contexto
Las elecciones fueron realizadas en el Municipio de Juárez debido a la anulación los comicios ordinarios del 1 de julio de 2001 por parte del Tribunal Estatal Electoral de Chihuahua el 20 de agosto de 2001 después de una queja interpuesta por el Partido Revolucionario Institucional, todo esto dado que el tribunal consideró que existían irregularidades en favor del candidato del Partido Acción Nacional, Jesús Alfredo Delgado dado que éste realizó actividades proselitistas en una estación de televisión de la ciudad de El Paso, Texas, durante el tiempo de veda electoral previa a la elección. La elección fue anulada finalmente por el Tribunal Electoral del Poder Judicial de la Federación el 8 de septiembre de 2001.
Como consecuencia, el Congreso del Estado de Chihuahua emitió una convocatoria para realizar un proceso extraordinario el 12 de mayo de 2002, y a propuesta del ejecutivo estatal conformó un Concejo Municipal que administró el ayuntamiento del 10 de octubre de 2001 a noviembre de 2002.
El candidato electo fue el del Partido Acción Nacional Jesús Alfredo Delgado Muñoz por 139,356 votos. Sin embargo la elección volvió a ser impugnada por el Partido Revolucionario Institucional argumentando la irregular cantidad de votos nulos. A pesar de que el Tribunal Estatal Electoral anuló la elección, la elección fue validada por el Tribunal Federal Electoral, poniendo fin al conflicto.

## Resultados electorales

### Ayuntamiento de Juárez
|  | 46.92 % |

|  | 46.17 % |

|  | 2.65 % |

|  | 1.02 % |

|  | 0.01 % |

|  | 96.77 % |

|  | 3.23 % |

|  | 36.42 % |

|  | 63.58 % |

#### Resultados por distrito electoral local
| Distrito   | Delgado | % Delgado | Barraza | % Barraza | Rodríguez | % Rodríguez | Stanley | % Stanley | NR | % NR  | Nulos | % Nulos | Total  |
| ---------- | ------- | --------- | ------- | --------- | --------- | ----------- | ------- | --------- | -- | ----- | ----- | ------- | ------ |
| Distrito 2 | 19,485  | 44.75%    | 20,915  | 48.04%    | 1,098     | 2.52%       | 384     | 0.88%     | 2  | 0.00% | 1,655 | 3.80%   | 43,539 |
| Distrito 3 | 23,365  | 55.92%    | 16,373  | 39.19%    | 872       | 2.09%       | 351     | 0.84%     | 4  | 0.01% | 816   | 1.95%   | 41,781 |
| Distrito 4 | 26,417  | 56.01%    | 17,951  | 38.06%    | 1,270     | 2.69%       | 458     | 0.97%     | 5  | 0.01% | 1,067 | 2.26%   | 47,168 |
| Distrito 5 | 17,160  | 45.06%    | 17,790  | 46.71%    | 1,047     | 2.75%       | 398     | 1.05%     | 1  | 0.00% | 1,689 | 4.43%   | 38,085 |
| Distrito 6 | 18,655  | 46.53%    | 18,589  | 46.36%    | 1,027     | 2.56%       | 447     | 1.11%     | 7  | 0.02% | 1,368 | 3.41%   | 40,093 |
| Distrito 7 | 19,408  | 42.08%    | 22,982  | 49.83%    | 1,413     | 3.06%       | 581     | 1.26%     | 6  | 0.01% | 1,732 | 3.76%   | 46,122 |
| Distrito 8 | 17,649  | 38.60%    | 24,930  | 54.53%    | 1,271     | 2.78%       | 457     | 1.00%     | 3  | 0.01% | 1,412 | 3.09%   | 45,722 |